# De zwarte cobra
De zwarte cobra is een stripverhaal uit de reeks van De Rode Ridder. Het is geschreven en getekend door Karel Biddeloo. De eerste albumuitgave was in mei 1979.

## Het verhaal
Johan is als bemiddelaar aanwezig in Egypte om de wankele vrede tussen diverse partijen te bewaren. Niet alleen de onderlinge geschilpunten tussen de diverse partijen vormen een bedreiging voor de vrede, maar ook de bemoeienis van de sekte van de Zwarte Cobra om de diverse partijen tegen elkaar uit te spelen. De ontvoering van Daphne, de pleegdochter van Grootmeester der Tempeliers Garwein, zorgt ervoor dat de Grootmeester weinig kan doen. De Grootmeester vraagt Johan om zijn pleegdochter te redden uit de handen van de sekte. Johan krijgt hierbij hulp van Horeptah, de kamerdienaar van de Grootmeester. Onderweg naar Memphis worden Johan en zijn kornuiten in de tempel van Meneptheor belaagd door grote krokodillen, die ze met hulp van een groep Saracenen weten af te slaan. De Saracenen onder leiding van Ahrmad, raadsman van de sultan, blijken op de hoogte te zijn van de missie van Johan en bieden hem hun hulp aan. Johan neemt hun hulp aan, maar tijdens een zandstorm vluchten Johan en zijn kornuiten weg van de Saracenen, waarbij een tempelier onder verdachte omstandigheden omkomt.

In een tussenstop maken Johan en Horeptah kennis met Nefisti de slangendanseres. Ze raken echter slaags met de Byzantijnse bezetting van het stadje, waarbij de Saracenen hun weer te hulp schieten. Toch mijdt Johan hun gezelschap en vlucht met Horeptah en Nefisti de woestijn in. Die nacht verdwijnt Horeptah, waarbij Johan denkt dat hij gevangen is genomen door leden van de Zwarte Cobra. 

Als Johan en Nefisti Memphis weten te bereiken, gaan ze naar de bondgenoot van de Grootmeester, Kadesh de Nubiër, toe. Van hem krijgt Johan te horen dat hij de sekte bij de oude Egyptische koningsgraven vinden kan. Hier verdwijnt Nefisti spoorloos. Bij de piramides aangekomen voegt Horeptah, die ontsnapt zou zijn, zich bij hem. Samen zien ze hoe Daphne naar de offerplaats wordt geleid. Daar aangekomen onthult Horeptah zijn ware identiteit als de Hogepriester van de Zwarte Cobra. Ook Nefisti openbaart zich als handlangster van de sekte. Johan moet daarna de strijd aangaan met de mummie Mentu-Hotpe, een gevreesde veldheer uit oude tijden, die de levensadem van de offerandes nodig heeft om daadwerkelijk tot leven te komen. Kadesh de Nubiër heeft ondertussen de in de buurt gelegerde Tempeliers gewaarschuwd, die de aanval inzetten op het hoofdkwartier van de Zwarte Cobra. In de ontstane tumult weet Johan met Daphne te ontsnappen, achtervolgd door Mentu-Hotpe. Johan trapt een vuurschaal om, waardoor de mummie door vlammen wordt verteerd. In zijn doodsstrijd weet de mummie een slachtoffer te maken in de persoon van Nefisti die door Horeptah aan haar lot is overgelaten. Zij weet nog enkele woorden te prevelen aan Johan. De strijd tussen de sekteleden en de Tempeliers is heftig, maar wordt in het voordeel van de Tempeliers geslecht door tussenkomst van de eveneens door Kadesh de Nubiër gewaarschuwde Saracenen.

Johan rest nog een taak door Horeptah op te sporen en met de tip van Nefisti vindt hij hem in de tempel van Menephteor. Horeptah maakt gebruik van zijn gave om de nijlkrokodillen te bevelen Johan te doden, maar wordt uitgeschakeld door Kadesh de Nubiër. Horeptah wordt daarna verslonden door de krokodillen.